# Certamen de monólogos ciudad de Vélez-Málaga
El certamen de monólogos y café teatro ciudad de Vélez-Málaga tiene como objetivos promover las artes escénicas y dar a conocer esta ciudad española y su repertorio cultural. Se viene celebrando desde el año 2003.
El certamen, organizado por el Ayuntamiento de Vélez-Málaga, incluye un concurso de monólogos que reparte tres premios de 1250, 750 y 500 euros al primer, segundo y tercer ganador, y en concepto de desplazamiento se subvenciona con 150 euros a los prticipantes de Andalucía y hasta 200 euros a los que se desplazan desde otros puntos de España.